# Histoire de Bogota

Armes actuelles de la ville de Bogota.

L'histoire de Bogota inventorie, étudie et interprète l'ensemble des événements du passé liés à cette ville.

## Époque précolombienne

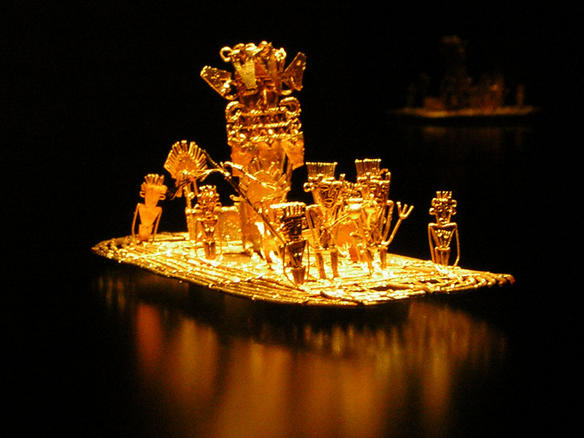
La Balsa Muisca, pièce précolombienne d'orfèvrerie, allusion à la légende d'El Dorado (Musée de l'or de Colombie à Bogota)

À partir de 10500 av. J.-C., des chasseurs-cueilleurs habitèrent la zone. Dès 3500 av. J.-C., on remarque l’existence d’activités horticoles, de poterie et de la domestication du cochon d’Inde, pratiquées par des groupes qui, à l'origine, dépendaient de la chasse et de la cueillette. En 500 av. J.-C., la culture du maïs et celle de la pomme de terre étaient déjà largement répandues. Jusqu'en l'an 800 de notre ère, les Muiscas (la peuplade indigène la plus importante de la famille chibcha) vivaient dans la zone, résultat d'une migration d'origine chibcha, provenant d'autres territoires (probablement d'Amérique centrale), qui s'était mélangée avec la population déjà présente.
Il manquait à la culture chibcha l’écriture. C’est pourquoi les chroniqueurs ont reconstitué l'histoire aborigène en recueillant des récits oraux qui remontent à 1470, date à laquelle le zipa Saguanmachica gouvernait Bogotá. Tout en haut de l’échelle sociale se trouvait le monarque absolu (le zipa), suivi par l’ordre religieux des sages et des moines. Ensuite venaient les guerriers (ou güechas), puis les artisans, les commerçants, les paysans, etc.
On pense que les Chibchas ont peut-être eu coutume de sacrifier des jeunes filles capturées lors des guerres ou achetées à d’autres tribus. Il n’en existe toutefois aucune preuve solide ou vérifiable. Ils ont élaboré un calendrier d’une grande précision et une structure juridique complexe, connue sous le nom de « Code de Nemequene ». En outre, les monuments chibchas furent érigés avec des matériaux périssables, ce qui ne les empêcha pas de rester debout après l’arrivée des conquistadors européens.
Il faut également souligner que, même s'il est possible d'identifier des traits indigènes dans la population bogotaine, comme Bogotá a longtemps reçu des migrants de tout le pays, on peut rencontrer des phénotypes d'une grande diversité : couleur de peau, de cheveux et d’yeux, ce qui l’a convertie en une cité multiraciale.

## Période coloniale

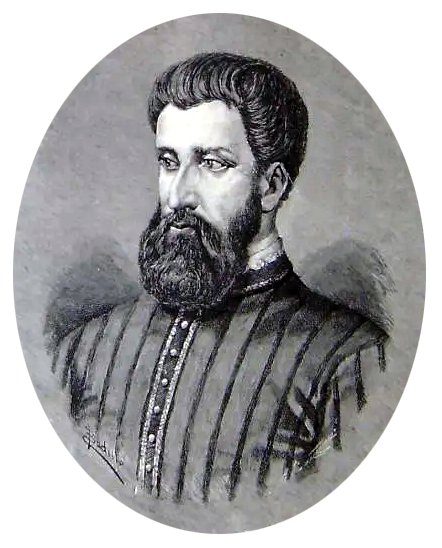
Le conquérant espagnol Gonzalo Jiménez de Quesada, fondateur de Bogota.

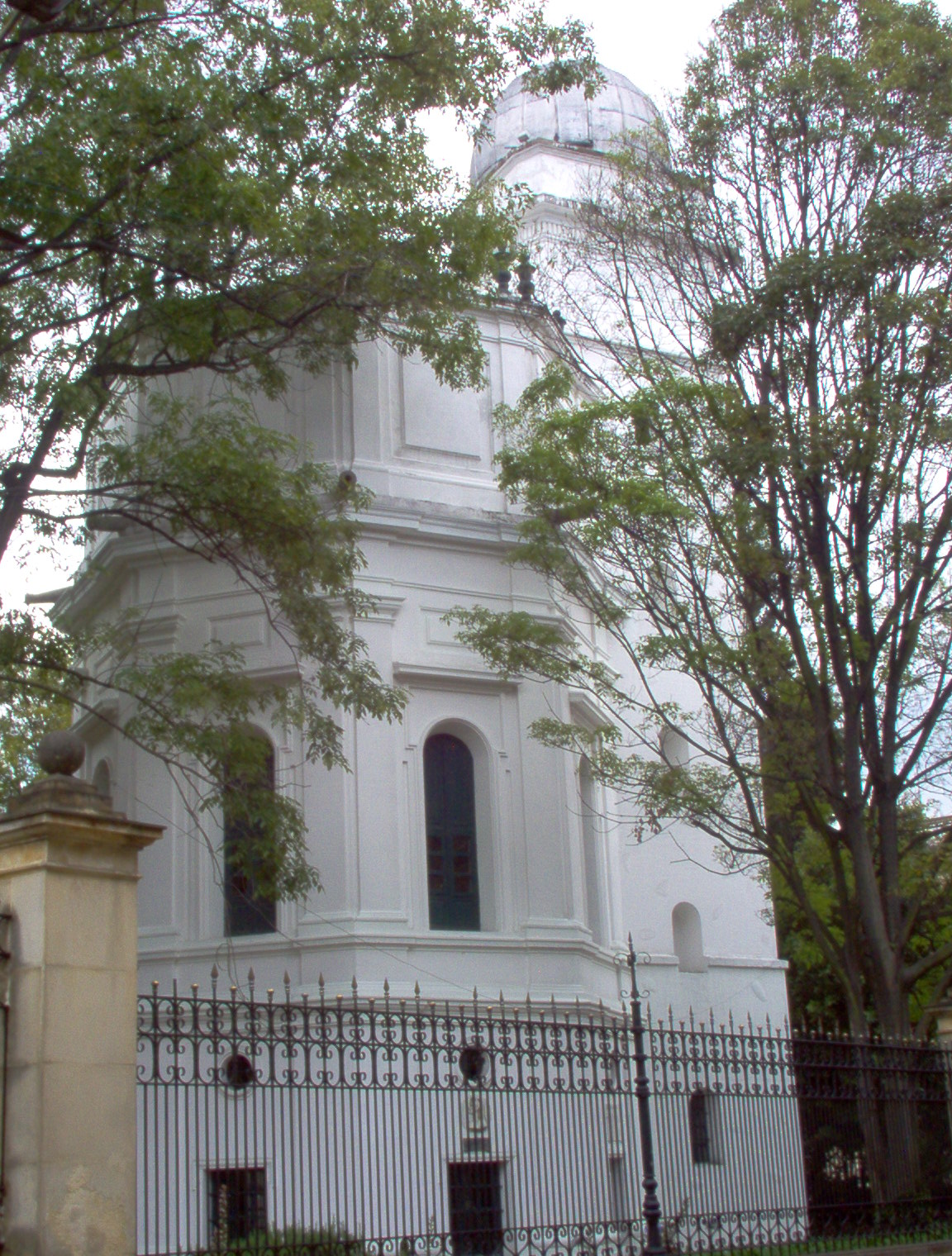
Site historique de l'Observatoire astronomique national de Colombie, près de la Casa de Nariño, Bogota

Gonzalo Jiménez de Quesada qui était revenu de son expédition militaire de Santa Marta (la capitale du département de Magdalena) et de la vallée du fleuve Magdalena avec plus de 500 hommes n'en comptait que 70 environ après sa victoire sur les Muiscas et la conquête de la savane de Bogota. Il annonça « la fondation de facto » de la cité ; la cérémonie eut lieu le 6 août 1538. Douze cabanes furent construites ainsi qu'une chapelle dans le site appelé Thybzacá, aujourd’hui Teusaquillo, le 13e district de Bogota. On suppose que l’événement se produisit sur l’actuelle Plazoleta del Chorro de Quevedo, bien qu’il n’existe aucun document le confirmant.
Le 22 avril 1539, Gonzalo Jiménez de Quesada procéda aussi à la fondation juridique de Santa Fe en compagnie des explorateurs Nikolaus Federmann et Sebastián de Belalcázar. Le nom de la ville, initialement Nuestra Señora de la Esperanza, fut changé en Santa Fe lors de la fondation juridique et le Conseil municipal de Santa Fe fut établi. Gonzalo Jiménez de Quesada donna à Santa Fe et aux territoires alentour le nom de Royaume de Nouvelle-Grenade dont la ville fut, durant toute la période coloniale, la capitale.
Le brevet royal de l’empereur Charles Quint éleva Santa Fe au rang de ville le 27 juillet 1540. En 1548, l’empereur octroya à Santa Fe le titre de « très noble, très loyale et ville très ancienne du Nouveau Règne » avec, pour armes, un blason sur lequel figure un aigle noir sur fond or, une grenade dans chaque serre, entouré de grenades d’or sur fond bleu.
Puis la ville devint dépendante de la vice-royauté du Pérou, fondée le 20 novembre 1542 par Charles Quint. Bogotá fut également le siège du gouvernement de la Real audiencia de Santa Fe de Bogota (l'Audience royale de Santa Fe de Bogota), créée en 1550.
En 1717, la cité devint la capitale de la vice-royauté de Nouvelle-Grenade, créée par la couronne d'Espagne, accueillant ainsi les vice-rois, après avoir disputé le siège vice-royal à Carthagène des Indes, ville de Colombie fondée en 1533 par le conquistador Pedro de Heredia (1505 - 1554).
En 1783, le vice-roi créa une commission scientifique, dirigée par le médecin et naturaliste espagnol José Celestino Bruno Mutis y Bosio (1732 - 1808), qui commença ses recherches sur les collines de Santa Fe, premiers pas de ce qui, plus tard, sera connu comme l’Expédition botanique. Le naturaliste, géographe et explorateur allemand Alexander von Humboldt (1769 - 1859), en route vers Quito (Équateur), traversa la vice-royauté du nord au sud, passant par Carthagène des Indes, Bogota et Pasto. De 1802 à 1803 eut lieu la construction de l'Observatoire astronomique national de Colombie, le premier observatoire astronomique construit en Amérique, qui avait été promu par José Celestino Bruno Mutis y Bosio.
Quelques-uns des créoles les plus influents de la vice-royauté - de hauts personnages comparables à Policarpa Salavarrieta (1795 - 1817), héroïne de la résistance colombienne, et Antonio Nariño (1765 - 1823), président de l'État libre de Cundinamarca de 1811 à 1813, puis vice-président de la Grande Colombie en 1821 - habitaient la ville. C’est en grande partie là que le mouvement indépendantiste se produisit, auquel se rattachent les faits connus sous le nom de El Florero de Llorente (Le Vase de Llorente). Les frères Francisco et Antonio Morales recevaient à dîner un fonctionnaire du roi arrivé d’Espagne. En quête d'un fleuriste pour commander la décoration de la salle où était prévu cet évènement, ils interrogèrent un commerçant espagnol, José González Llorente, qui tenait boutique au coin nord-est de l'actuelle Place Bolívar, la principale place de Bogota. Ils furent rejetés par celui-ci d'une façon qu'ils jugèrent inappropriée. Cela fut le prétexte d'une rixe qui dégénéra en désordre populaire et marqua, le 20 juillet 1810, le début de la lutte et du Cri (espagnol : El Grito) pour l’Indépendance. Bien que le territoire eût été reconquis en 1816 par les Espagnols, il obtint l’indépendance définitive en 1819.

## Période républicaine

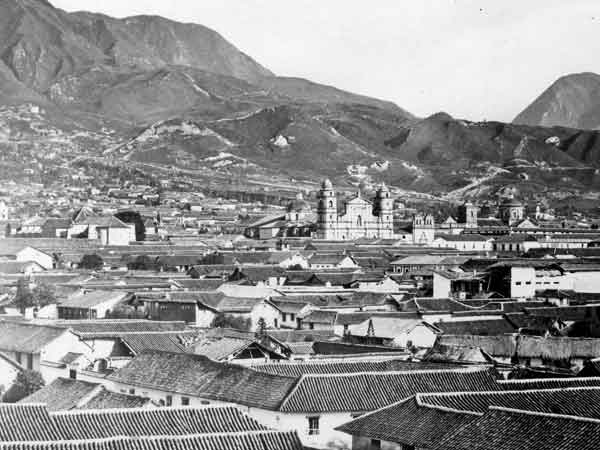
Bogota en 1868.

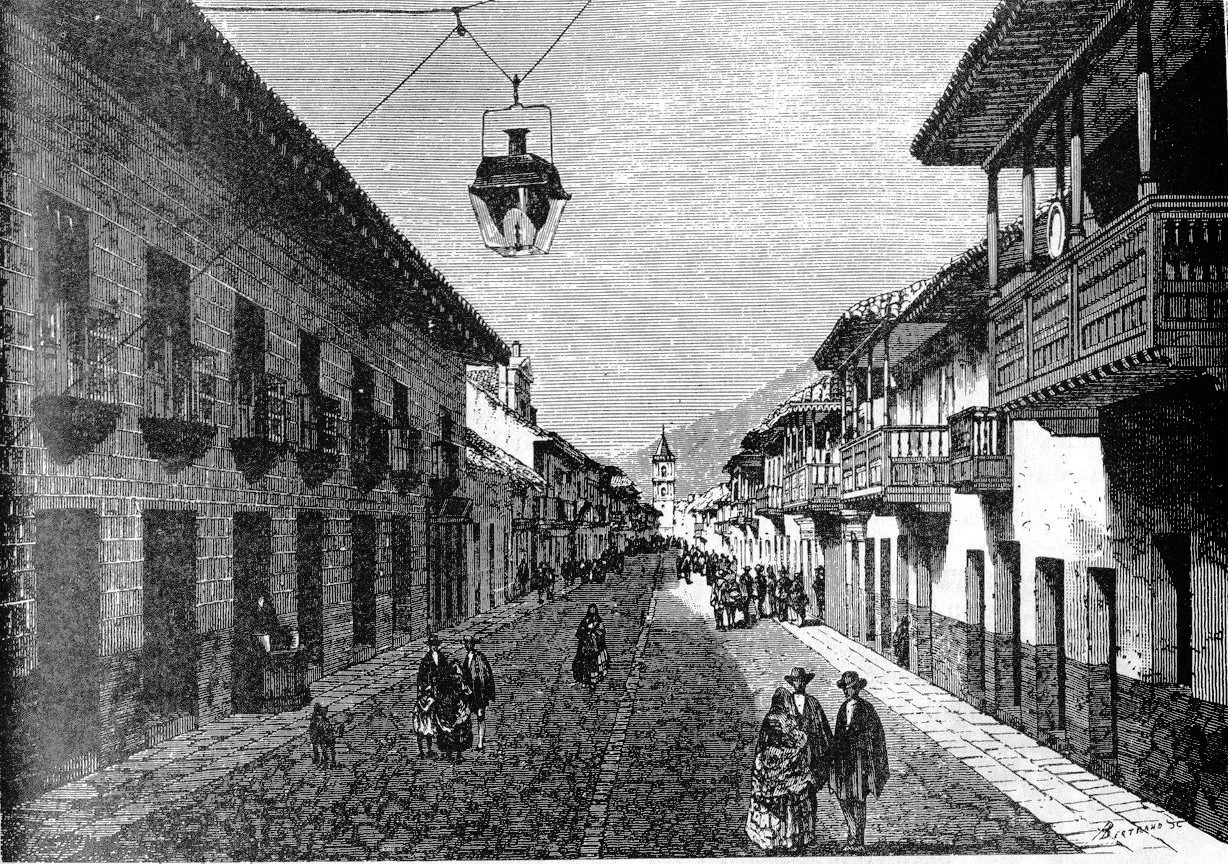
Calle Real, aujourd'hui carrera Séptima, à Bogota en 1869.

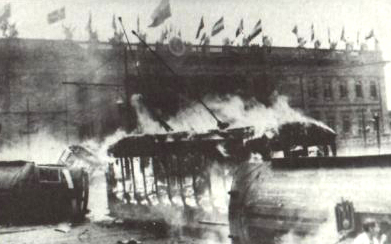
La mort du dirigeant libéral très populaire Jorge Eliécer Gaitán provoqua le Bogotazo.

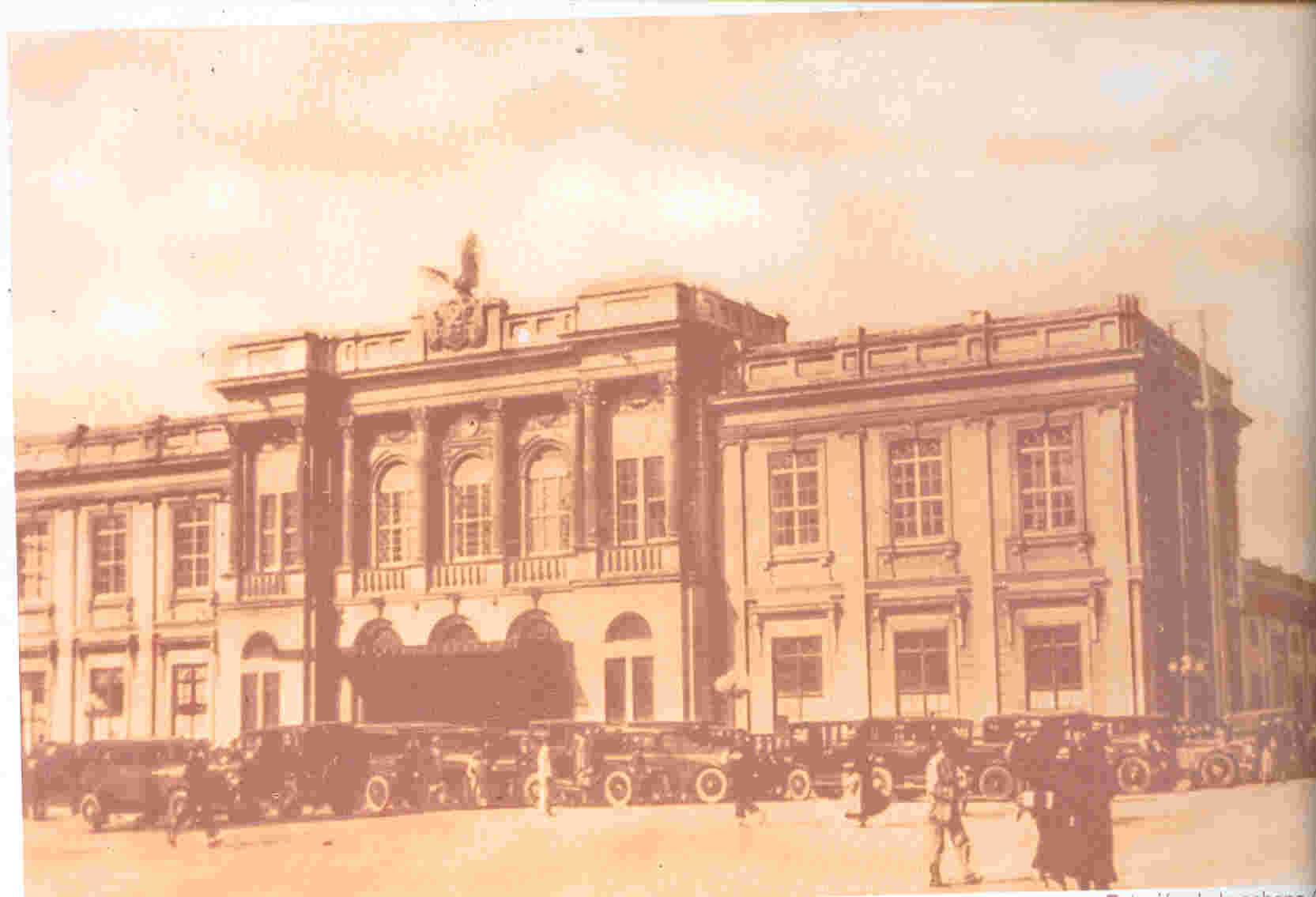
Gare centrale du chemin de fer de la Savane (Ferrocarril de la Sabana) en 1930.

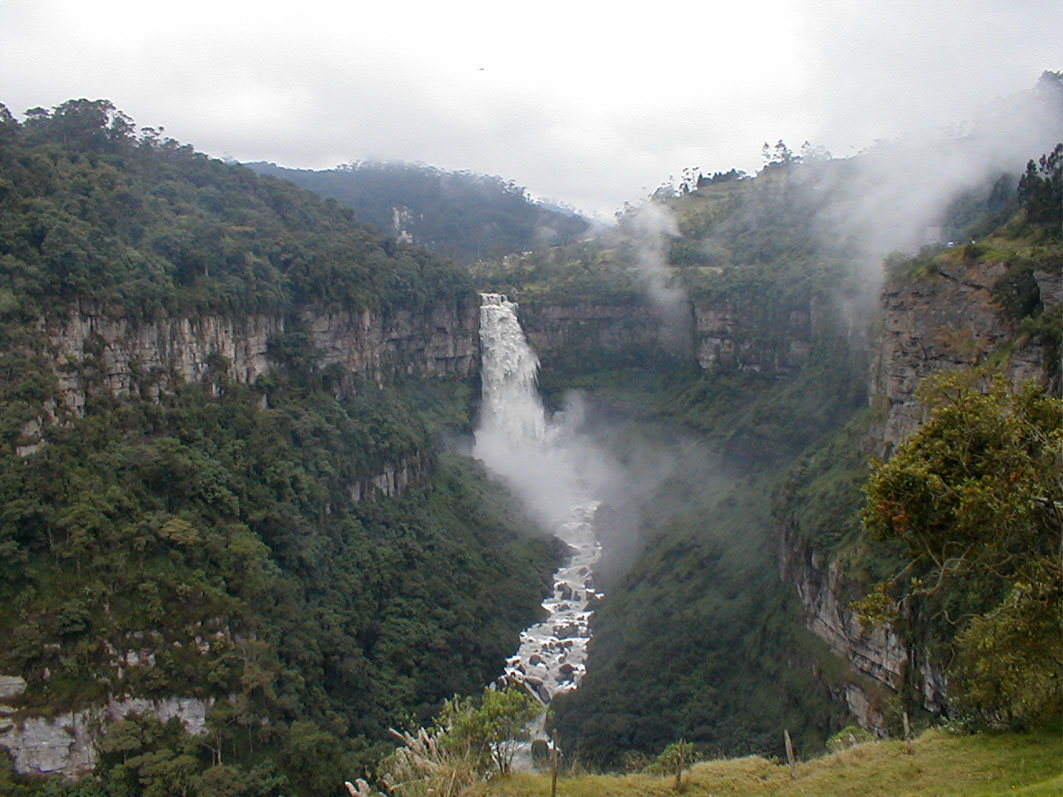
Salto del Tequendama (Chute du Tequendama)

Bogotá devint la capitale de la Grande Colombie jusqu’en 1830, quand la dissolution de cet État permit de générer ceux qui sont aujourd'hui l'Équateur, le Venezuela et la Colombie (le Panama proclama son indépendance en 1903). Jusqu'à la fin du XXe siècle, l'Histoire de la Colombie ne fut qu’une suite de guerres civiles, dont la plus notoire fut la guerre des Mille Jours (1899 - 1902), au cours de laquelle les factions du parti conservateur et du parti libéral massacrèrent la population.
Bogotá reçut, en 1861, le titre de capitale des États-Unis de Colombie, ancien pays d'Amérique du Sud, et ses quelques quartiers, peu nombreux, furent élevés au rang de cantons.
En 1876, le Conseil de la ville établit une nomenclature et une numérotation des rues en remplaçant leur nom traditionnel par des nombres consécutifs, comme c'est le cas aujourd'hui.
En 1884, le service de tramway de la ville commença à fonctionner de la Place Bolívar jusqu'à Chapinero, le 2e district de Bogota. Il était tiré par des mules.
En 1889 fut inaugurée la première ligne de chemin de fer reliant Bogotá depuis San Victorino, barrio (français : quartier) bogotanais, jusqu'à Facatativá, municipalité du département de Cundinamarca. Cette ligne de chemin de fer, terminée vers la fin du XIXe siècle et comptant plus de 100 km de voies ferrées, permettait, avec des correspondances, de voyager dans certaines zones du pays y compris jusqu’à la mer des Caraïbes (ou mer des Antilles). De 1910 à 1940, un système de tramways électriques, doté de nombreuses lignes, s'étendit autour de Bogotá et de ses banlieues. Avec le train, ces moyens de transport ont été les piliers du développement de la ville dont la population, en 1912, dépassait à peine 120 000 habitants.
Dans les années 1920, on inaugura à Bogotá le premier aéroport d’Amérique latine et la ville commença à être approvisionnée en énergie électrique permanente avec la construction d’une centrale électrique, toujours en service, à la Cascade du Tequendama, une chute d'eau de 132 mètres de haut qui se trouve dans la municipalité de San Antonio del Tequendama (département de Cundinamarca). La décennie suivante vit l'élaboration des premiers projets urbanistiques en l’honneur du quatrième centenaire de la fondation de la ville : un complexe urbanistique dans le quartier de Teusaquillo, la Cité universitaire, le Parc national Enrique Olaya Herrera, ainsi nommé en hommage au président de la Colombie de 1930 à 1934, et le Stade Nemesio Camacho El Campín, le principal stade de football de Bogotá.
Cette floraison fut néanmoins assombrie par l'assassinat, le 9 avril 1948, de Jorge Eliécer Gaitán, homme politique colombien très populaire, chef du Parti libéral. Destruction et pillage d'une partie de la ville s'ensuivirent lors des évènements baptisés Bogotazo marquant le début de la Violencia (français : violence), période de guerre civile qui dura jusqu'en 1960.
Une des conséquences du Bogotazo fut que les familles de nantis, qui habitaient jusque-là dans le centre de la ville, commencèrent progressivement à déménager vers d’autres secteurs tels que Chapinero, le 2e district de Bogotá, et parfois même jusqu’à des localités de banlieues comme Usaquén ou Suba, respectivement les 1er et 11e districts de la ville.
Au cours de la 9e Conférence panaméricaine organisée dans la ville en 1948, la charte de Bogota, également nommée Traité américain de règlement pacifique (American Treaty on Pacific Settlement) ou Pacte de Bogotá, qui constitua l'institutionnalisation de l’Organisation des États américains (OEA), fut signée. La dictature militaire dirigée par le Général Gustavo Rojas Pinilla de 1953 à 1957 contribua au développement de la cité grâce à la construction de l’Autopista Norte (français : Autoroute du Nord), du nouvel Aéroport international El Dorado, principal aéroport de Bogotá ainsi que du pays, et à la reconstruction de l'avenue reliant le centre de la ville (Calle 26) et le Centro Internacional de Bogotá près duquel avait été inauguré l'Hôtel Tequendama quelques années plus tôt.
En 1955, on créa le Distrito Especial - en tant qu'aire métropolitaine de Bogotá - dans lequel furent intégrées les municipalités de Bosa, Engativá, Fontibón, Suba, Usme et Usaquén ; le hameau de Chapinero fut inclus dans le périmètre de la capitale et devint la première commune mineure de la ville.
En 1961, on entreprit la construction du quartier Ciudad Kennedy, le 8e district de Bogotá, conformément au programme de l'Alliance pour le Progrès, créée par le président des États-Unis John F. Kennedy afin de renforcer la coopération entre l'Amérique du Nord et l'Amérique du Sud, et dirigée par le gouvernement américain.
En 1964, Puente Aranda, l'actuel 16e district, devint également une commune mineure de Bogotá, suivie par Ciudad Kennedy en 1967. Cinq ans plus tard, on divisa la ville en seize communes mineures incluant des municipalités annexes. Les nouvelles communes furent les trois secteurs traditionnels du centre : Santa Fe, le 3e district, Teusaquillo, le 13e ainsi que mentionné plus haut, et Los Mártires, le 14e. On créa, en 1977, la commune mineure de La Candelaria, le 17e, et en 1983, du fait du chaos généré par les invasions au sud, Ciudad Bolívar, le 19e district, devint une des autres communes de la ville. Avec la Constitution de 1991, le District Spécial se transforma en District Capital et les communes furent élevées au rang de districts. Bogota est alors divisée en vingt districts.
Divers évènements se sont déroulés dans le cadre du conflit armé en Colombie, qui débuta vers le milieu des années 1960 pendant lesquelles des guérillas eurent lieu, s'opposant par la suite aux groupes paramilitaires qui se constituèrent au cours des années 1980. Parmi les faits les plus frappants, on note la prise de l’ambassade de la République dominicaine, l’assaut contre le Cantón Norte, la Prise du palais de justice de Bogota, l’attentat terroriste contre le Club El Nogal, de même que l’attentat perpétré par les trafiquants de drogues contre le bâtiment du Departamento Administrativo de Seguridad (DAS) (français : Département administratif de Sécurité).
À partir du premier mandat du mathématicien et philosophe Antanas Mockus en tant que maire en 1995, la ville a subi d’importants changements. Au développement du système de transports en commun TransMilenio s’ajoutent la récupération d’espaces piétonniers, la construction de bibliothèques publiques et d'un réseau de pistes cyclables. On peut y ajouter l’implémentation de projets comme le Pico y placa, un programme de restrictions véhiculaires, la Hora zanahoria, une réglementation des heures de fermeture des débits de boissons, et d’autres programmes sociaux comprenant la création de restaurants communautaires et l’augmentation de la couverture éducative pour les familles ayant de bas revenus.